# Благовеста Желязкова
Благовеста Петкова Желязкова е българска художничка и учителка.

## Биография
Родена е в Сливен на 9 април 1985 г. Завършва Националната художествена гимназия „Димитър Добрович“ в града. През 2004 г. продължава образованието си, преминавайки последователно през бакалавърската и магистърска степен на специалността „Стенопис“ в Националната художествена академия, София, защитава дисертация през 2015 г. Темата на дисертационния ѝ труд е „Графитите в България в последните години на XX и началото на XXI век“.
След завършване на образованието си продължава развитието си като художник в галерия „Май“ в Сливен и учител в Националната художествена гимназия „Димитър Добрович“, където преподава живопис, история на изкуството, история на религиите от 2019 г.

## Изложби
Самостоятелни изложби
- „Неонови спомени“, галерия „Йордан Кювлиев“, Сливен, 2019. Серия от живописни творби, посветени на неоновите реклами от времето на „социализма“.[1]

Съвместни изложби
- Национална художествена академия „Cité internationale des arts“ за творчески престой в Париж, 2013 г.[3]
- Международно триенале на акварела „Духът на акварела“, Градска художествена галерия „Борис Георгиев“, Варна, 2016[1]
- Международно биенале „Изкуството на миниатюрата“, Русе, 2017[1]
- Национална изложба за изобразително изкуство, Сливен, 2018[1]
- Национална изложба – конкурс за живопис и скулптура; Млади български художници; изложбена зала „Райко Алексиев“, София, 2019[1]
- Изложба на групата Млади български художници, София, 2019
- Квадринале на живописта „Митовете и легендите на моя народ“ 2020
- Изложба „Портрет“, София, 2020
- Изложба „Мостове“, Габрово, 2021
- Международно биенале на църковните изкуства, Велико Търново, 2021
- Празнична изложба на сливенските художници по повод Великден, галерия „Май“, Сливен, 2021[4]
- Изложба „Миналото, начин на употреба“, галерия „Нюанс“, София

Куратор
- Проект „Фрагменти“, галериите „Май“, Сливен и „Жорж Папазов“, Ямбол, 2015, 2018.[1]

## Други участия
- Общински форум за младши учители, Сливен, 2021.[5]
- Kонкурс за фотография, плакат или рисунка на тема „Водата е за всички“, жури, Сливен.[6]

## Награди
- Награда за живопис в Национална изложба за изобразително изкуство, Сливен, 2018 г.[7]
- Награда за млад автор в Национална изложба за изобразително изкуство, Сливен 2020 г. [8]